# Eva Dahlbeck
Eva Dahlbeck (Saltsjö-Duvnäs, 1920. március 8. – Stockholm, 2008. február 8.) svéd színésznő.

## Életpályája
1920. március 8-án született Saltsjö-Duvnäsban, egy Stockholm közeli településen. 1941-1944 között a jó hírű Királyi Drámai Színház színiskolájában tanult. Első filmszerepét az 1942-ben bemutatott Lovaglás az éjszakában (Rid i natt!) című filmben kapta.
Hírnevét olyan szerepek kezdték megalapozni, mint Vivi a dörzsölt riporter a Kärlek och störtloppban (1946), Rya-Rya a munkásosztálybeli anya a Csak egy anya (1949) című drámában vagy a fiatal általános iskolai tanítónő Gustaf Molander Trots című produkciójában. Az '50-es évek közepétől Dahlbeck Svédország egyik legnépszerűbb és legsikeresebb színésznőjévé vált. Nemzetközi hírnevét Ingmar Bergman filmjeinek köszönheti, leginkább a rendezőóriás vígjátékaiban nyújtott emlékezetes alakítást: Várakozó asszonyok (1952), Szerelmi lecke (1954), Egy nyáréjszaka mosolya (1955). Az utóbbiért BAFTA-díjra jelölték "legjobb külföldi színésznő" kategóriában.
A '60-as évektől kezdett eltávolodni a színészettől és az írással foglalkozni helyette. Utolsó színpadi fellépése 1964-ben volt, a filmezéstől pedig 1970-ben vonult vissza a Tintomara című dán produkcióval. Később több regényt és verset is publikált hazájában.

## Magánélete és halála
1944-ben hozzáment Sven Lampell vadászpilótához. Házasságukból két gyermek született. 
2008. február 8-án, 87 éves korában hunyt el Stockholmban.

## Filmjei
- 1972 - Egy nap a tengerparton
- 1966 - Teremtmények
- 1965 - Macskák (Kattorna)
- 1965 - Morianerna
- 1964 - Szerető pár
- 1964 - Valamennyi asszony
- 1962 - A hamis áruló
- 1961 - Egy erkölcsi ügy (A Matter of Morals)
- 1960 - Tizednyi szerelem (Kärlekens decimaler)
- 1958 - Az élet küszöbén
- 1955 - Utazások az éjszakában (Resa i natten)
- 1955 - Egy nyári éj mosolya
- 1955 - Női álmok
- 1954 - Szerelmi lecke
- 1953-1955 Foreign Intrigue
- 1953 - Barabbas
- 1952 - Várakozó asszonyok (Kvinnors väntan)
- 1952 - Tengeralattjáró 39 (Ubåt 39)
- 1952 - Duzzogás (Trots)
- 1951 - Szép Heléna (Sköna Helena)
- 1949 - Asszony fehérben (Kvinna i vitt)
- 1949 - Csak egy anya (Bara en mor)
- 1948 - Eva
- 1947 - Két asszony (Två kvinnor)
- 1946 - Brita a nagykereskedő házában (Brita i grosshandlarhuset)
- 1945 - Fekete rózsák (Svarta rosor)
- 1942 - Lovaglás az éjszakában (Rid i natt!)

## Fordítás
- Ez a szócikk részben vagy egészben  az   Eva_Dahlbeck című angol Wikipédia-szócikk fordításán alapul.  Az eredeti cikk szerkesztőit annak laptörténete sorolja fel. Ez a jelzés csupán a megfogalmazás eredetét és a szerzői jogokat jelzi, nem szolgál a cikkben szereplő információk forrásmegjelöléseként.